# Dorfkirche Großgeschwenda

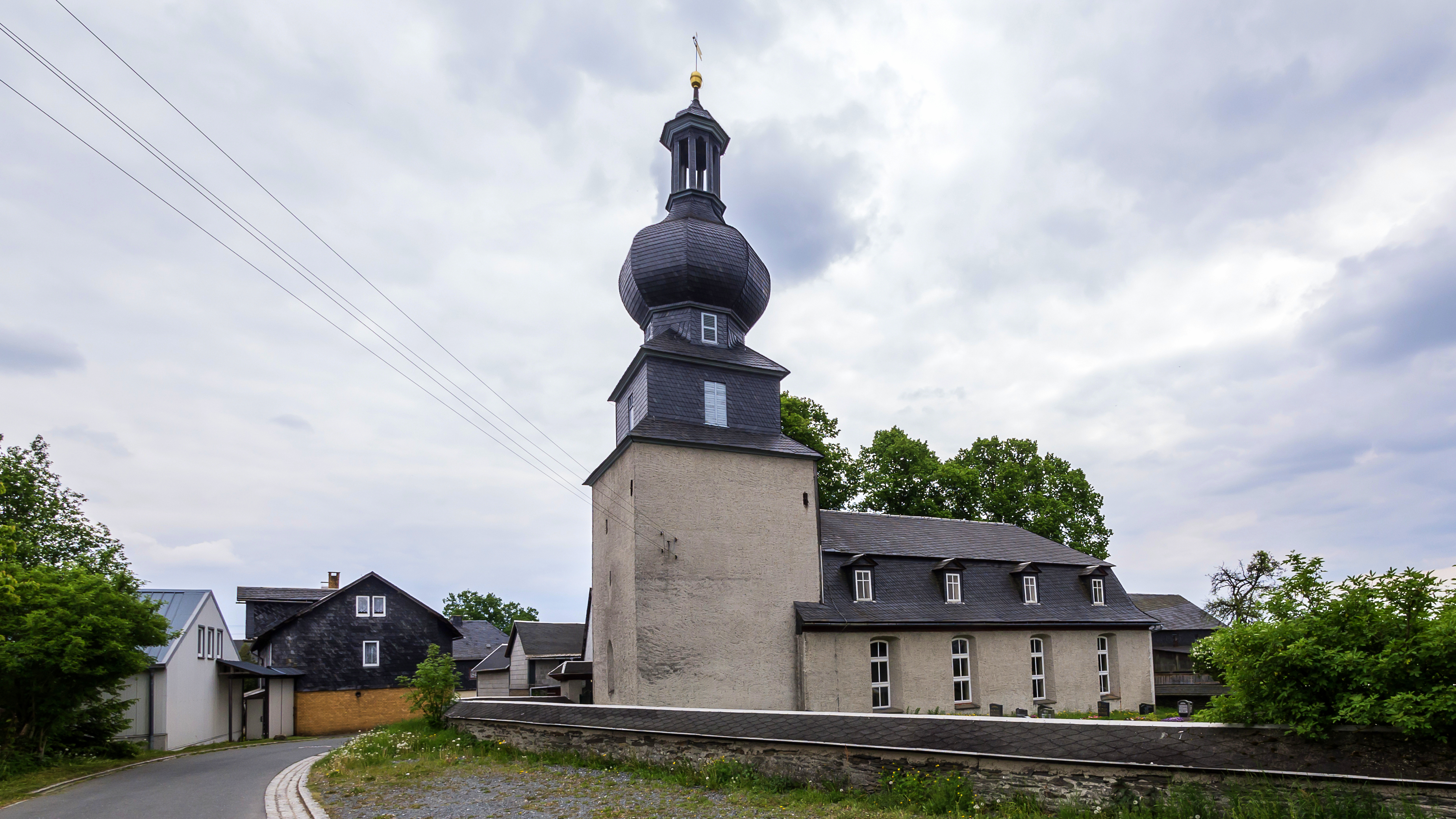
Dorfkirche Großgeschwenda

Die evangelisch-lutherische Dorfkirche Großgeschwenda in Großgeschwenda, einem Ortsteil von Probstzella im Landkreis Saalfeld-Rudolstadt in Thüringen, steht unter Denkmalschutz. Die Kirchengemeinde Großgeschwenda gehört zur Pfarrei Probstzella im Kirchenkreis Rudolstadt-Saalfeld der Evangelischen Kirche in Mitteldeutschland.

## Geschichte
1530 wird die Kapelle als Filialkirche von Probstzella genannt. Bereits 1566 musste das Gebäude repariert werden. Zwischen 1729 und 1731 wurde die Kapelle ausgebaut und vergrößert. Der Bau, der stark an das Gothische angelehnt ist, kann nunmehr als Kirche bezeichnet werden. 1805 wurde der Chorturm aufgestockt, sodass die Kirche weithin sichtbar wurde. 1886 und zwischen 1985 und 1987 wurde die Kirche renoviert.

## Beschreibung
Die Kirche wurde unter Verwendung von Teilen des romanischen, 1556 reparierten Kirchengebäudes errichtet. Das breitgelagerte Kirchenschiff hat ein schiefergedecktes Mansarddach. Der gedrungene Chorturm mit spätromanischem Unterbau hat einen rechteckigen, ebenfalls schiefergedeckten barocken Aufsatz, der mit einer geschweiften Haube bedeckt ist, auf der eine Laterne thront. Im Innenraum ist der Triumphbogen zum leicht eingezogenen Chor zugesetzt, dadurch wurde ein Raum für die Sakristei abgetrennt. Der Saal hat zweigeschossige Emporen und ist mit einer Flachdecke überspannt. Vor dem Durchgang zum ehemaligen Chor steht der um 1734 gebaute Kanzelaltar.
Die Orgel mit 14 Registern, verteilt auf zwei Manuale und Pedal, wurde 1907 von Eifert & Müller gebaut.